# Matsukawa (Shimoina)
Pour les articles homonymes, voir Matsukawa.
Matsukawa (松川町, Matsukawa-machi) est un bourg du district de Shimoina, dans la préfecture de Nagano, au Japon.

## Géographie

### Démographie
Au 1er mai 2015, la population de Matsukawa s'élevait à 13 260 habitants répartis sur une superficie de 72,79 km2.